# Kočičin
Kočičin je zaniklá vesnice v Chorvatsku v Přímořsko-gorskokotarské župě, spadající pod opčinu města Delnice. Nachází se u řeky Kupy, těsně u hranic se Slovinskem, asi 17 km severozápadně od Delnice. V roce 2011 zde žil pouze jeden obyvatel a v roce 2021 již byla vesnice opuštěná.
V důsledku významného úbytku obyvatelstva v předchozích letech je Kočičin zaniklý. V roce 1857 zde žilo celkem 62 obyvatel; od té doby počet obyvatel každým rokem pravidelně klesal. S výjimkou roku 1931, kdy počet obyvatel stoupl ze 30 obyvatel na 42, počet obyvatel vesničky nikdy nestoupal. V roce 1948 zde žilo 13 obyvatel, v roce 1971 už jen 5. V roce 1981 klesl počet obyvatel na 2, a v letech 2001 a 2021 zde žil již pouze jeden obyvatel.
Vesnice se nachází na úpatí pohoří Gorski Kotar pod horou Praprot (929 m). Sousedními vesnicemi jsou Gašparci, Kuželj a opuštěné vesnice Suhor a Zagolik.